# Équipe du Maroc de football à la Coupe du monde 1998
L'Équipe du Maroc de football participa à la coupe du monde de football de 1998, ce qui constitua sa quatrième en coupe du monde. Pour cette quatrième édition, le Maroc fut éliminé au premier tour, en inscrivant cinq buts et en encaissant cinq.

## Résumé
Le Maroc se présente à la Coupe du monde 1998, en tant que l’un des cinq représentants du football africain. Et fut le premier pays à intégrer le top 10 mondial

## Qualifications

### Premier tour
Le Maroc ne dispute pas de match pour le premier tour.

### Deuxième tour

#### Groupe 5

##### Classement
| Place | Équipe       | Points | Joués | Victoires | Nuls | Défaites | Buts + | Buts - | Différence |
| 1     | Maroc        | 16     | 6     | 5         | 1    | 0        | 14     | 2      | +12        |
| 2     | Sierra Leone | 7      | 5     | 2         | 1    | 2        | 4      | 6      | -2         |
| 3     | Ghana        | 6      | 6     | 1         | 3    | 2        | 7      | 7      | 0          |
| 4     | Gabon        | 1      | 5     | 0         | 1    | 4        | 1      | 11     | -10        |

##### Résultats
| Date       | Équipe domicile | Score   | Équipe extérieur |
| 09/11/1996 | Maroc           | 4 - 0   | Sierra Leone     |
| 12/01/1997 | Ghana           | 2 - 2   | Maroc            |
| 06/04/1997 | Gabon           | 0 - 4 * | Maroc            |
| 27/04/1997 | Sierra Leone    | 0 - 1   | Maroc            |
| 08/06/1997 | Maroc           | 1 - 0   | Ghana            |
| 17/08/1997 | Maroc           | 2 - 0   | Gabon            |

* Match arrêté à la 55e minute.

## Phase finale

### Premier tour

#### Groupe A
Le Brésil remporte le match d'ouverture contre l'Écosse sur le score de deux buts à un. Lors de cette première journée, le Maroc et la Norvège se séparent sur un match nul. Lors de la deuxième journée, le Brésil bat le Maroc trois buts à zéro et assure sa qualification pour le tour suivant dès son deuxième match. La Norvège et l'Écosse se neutralisent : un but partout.
Lors de la dernière journée, le Maroc bat l'Écosse trois buts à zéro. Ils pensent être qualifiés mais la Norvège crée la surprise en battant le Brésil. Cette victoire déchaîne les médias car la Norvège obtient un penalty jugé inexistant par l'ensemble des médias. L'arbitre du match est vivement critiqué et de nombreuses voix s'élèvent pour réclamer l'arbitrage vidéo. Mais quelques jours plus tard, une caméra d'une télévision suédoise, placée derrière le but, montre qu'un défenseur brésilien tirait le maillot de l'attaquant norvégien et qu'il y avait donc bien pénalty.
|   | Équipe  | Pts | J | G | N | P | Bp | Bc | Diff |
| 1 | Brésil  | 6   | 3 | 2 | 0 | 1 | 6  | 3  | +3   |
| 2 | Norvège | 5   | 3 | 1 | 2 | 0 | 5  | 4  | +1   |
| 3 | Maroc   | 4   | 3 | 1 | 1 | 1 | 5  | 5  | 0    |
| 4 | Écosse  | 1   | 3 | 0 | 1 | 2 | 2  | 6  | -4   |

| 1  | 10 juin 1998 | Brésil | 2 - 1 | Écosse  |
| 2  | 10 juin 1998 | Maroc  | 2 - 2 | Norvège |
| 17 | 16 juin 1998 | Écosse | 1 - 1 | Norvège |
| 18 | 16 juin 1998 | Brésil | 3 - 0 | Maroc   |
| 35 | 23 juin 1998 | Écosse | 0 - 3 | Maroc   |
| 36 | 23 juin 1998 | Brésil | 1 - 2 | Norvège |

| 10 juin 1998              | Maroc                 | 2 - 2   | Norvège                      | Stade de la Mosson, Montpellier                   |                                                   |
| Historique des rencontres | Hadji 38e · Hadda 59e | (1 - 1) | Chippo 45e (csc) · Eggen 60e | Spectateurs : 29 800 Arbitrage : Pirom Un-Prasert | Spectateurs : 29 800 Arbitrage : Pirom Un-Prasert |
| Historique des rencontres | (Rapport)             |         |                              | Spectateurs : 29 800 Arbitrage : Pirom Un-Prasert | Spectateurs : 29 800 Arbitrage : Pirom Un-Prasert |

| 16 juin 1998              | Brésil                                | 3 - 0   | Maroc | Stade de la Beaujoire, Nantes                     |                                                   |
| Historique des rencontres | Ronaldo 9e · Rivaldo 45e · Bebeto 50e | (2 - 0) |       | Spectateurs : 35 500 Arbitrage : Nikolai Levnikov | Spectateurs : 35 500 Arbitrage : Nikolai Levnikov |
| Historique des rencontres | (Rapport)                             |         |       | Spectateurs : 35 500 Arbitrage : Nikolai Levnikov | Spectateurs : 35 500 Arbitrage : Nikolai Levnikov |

| 23 juin 1998              | Maroc                         | 3 - 0   | Écosse | Stade Geoffroy-Guichard, Saint-Étienne       |                                              |
| Historique des rencontres | Bassir 22e et 84e · Hadda 47e | (1 - 0) |        | Spectateurs : 30 600 Arbitrage : Ali Bujsaim | Spectateurs : 30 600 Arbitrage : Ali Bujsaim |
| Historique des rencontres | (Rapport)                     |         |        | Spectateurs : 30 600 Arbitrage : Ali Bujsaim | Spectateurs : 30 600 Arbitrage : Ali Bujsaim |

## Buteurs
2 buts
- Salaheddine Bassir
- Abdeljalil Hadda

1 but
- Mustapha Hadji

1. ↑  Effectif de l'équipe du Maroc de football à la Coupe du monde de 1998 sur fifa.com